# Уграсена
Уграсена (санскр. उग्रसेन, IAST: ugrasena «имеющий огромное войско» ) — персонаж индуистской мифологии, царь Матхуры, низложенный и заключённый под стражу своим сыном Камсой. Кришна убил Камсу и восстановил Уграсену на престоле.
Царство Матхура было образовано после того, как различные кланы рода Яду, включая Вришни и Бходжа, решили объединить свои земли в одно государство. Было также решено, что новое царство не будет передаваться по наследству, а если решат наоборот, то наследник должен быть избран большинством. Собравшись все вместе, они выбрали царём Уграсену. Описывается, что Уграсена был талантливым полководцем, искусным политиком и, в то же время, имел смиренный характер.
Согласно «Ваю-пуране» (96.134), Уграсена принадлежал к клану Кукура (Кукуродбхава). В пуранах также описывается, он был сыном Ахуки, что его женой была Падмавати и что у него был сын Камса, которого Уграсена провозгласил наследником престола Матхуры, поставив его во главе своей армии.
Однако Камса отличался аморальным поведением и жестоко обращался с военнослужащими и простыми жителями Матхуры. В результате, вскоре пошли разговоры о необходимости лишить Камсу властных полномочий. Опасаясь потерять власть, Камса сверг своего отца с престола и заключил его в тюрьму. Сделал это Камса с помощью своего тестя, царя Джарасандхи, и его многочисленного войска.
После смерти Камсы от рук Кришны, Уграсена получил свободу и снова стал править Матхурой, объявив наследником престола отца Кришны, Васудеву. Когда Кришна умер, Уграсена и его жены предали себя огню.